# Мартюш
Мартю́ш — посёлок городского типа в Каменском районе Свердловской области России, крупнейший спутник города Каменска-Уральского. Входит в Каменский муниципальный округ.

## География
Мартюш расположен на правом берегу реки Исети, в одном километре к юго-западу от центра города Каменска-Уральского. От Синарского района города посёлок отделён рекой Исетью, а с Красногорским граничит на востоке. К западу от Мартюша, выше по течению Исети, расположено село Брод.

## История
Посёлок Мартюш был основан летом 1931 года как спецпоселение для раскулаченных, находящееся в ведении НКВД.
Спецпоселение Первый Мартюш первоначально представляло собой группу из двухсот землянок, расположенную примерно в одном километре восточнее деревни Брод по обе стороны оврага, идущего к реке Исети. В центре поселения находились три деревянных строения: комендатура, магазин и детский сад. До 1935 года взрослое население посёлка занималось добычей железной руды в Мартюшовском руднике, а также на некоторых окрестных рудниках, работало на строительстве Красногорской ТЭЦ, УАЗа, СТЗ. В 1933 году силами переселенцев был построен Второй Мартюш (современное название — Старый посёлок), который представлял собой поселение из 29 четырёхквартирных жилых домов и двух бараков из саманного кирпича. Население, предположительно, превышало одну тысячу человек. В это же время в посёлке была создана неуставная сельхозартель «Новая жизнь», которая затем была преобразована в колхоз.
История спецпоселения рассказывается в документальной повести Андреевой Фёклы Трофимовны. Автор рассказывает, как приходилось выживать раскулаченным, которые были переселены в наши края.
C 1947 года Мартюш перестал быть спецпоселением. Многие жители покинули посёлок. Население сократилось.
В 1957 году колхозы Каменского района были преобразованы в совхозы, и посёлок Мартюш стал 1-м отделением совхоза «Бродовской». В 1972 году Бродовской сельский Совет был переведен из деревни Брод в посёлок Мартюш.
С 31 декабря 2004 года Законом Свердловской области № 124-03 от 12 октября 2004 года посёлок Мартюш получил статус посёлка городского типа.
С 1 января 2006 года до 1 октября 2017 года Мартюш был административным центром муниципального образования Каменский городской округ Свердловской области.

## Население
| 2002  | 2005  | 2006  | 2007  | 2008  | 2009  | 2010  |
| ----- | ----- | ----- | ----- | ----- | ----- | ----- |
| 4179  | ↘4090 | ↗4125 | ↗4174 | ↗4195 | ↗4231 | ↘3994 |
| 2011  | 2012  | 2013  | 2014  | 2015  | 2016  | 2017  |
| ↗4009 | ↗4061 | ↘4034 | ↗4041 | ↘3961 | ↘3940 | ↘3850 |
| 2018  | 2019  | 2020  | 2021  | 2023  | 2024  |       |
| ↘3815 | ↘3812 | ↘3755 | ↗3902 | ↘3849 | ↘3847 |       |

Структура
По данным Всероссийской переписи населения 2010 года, в Мартюше проживали 1780 мужчин и 2214 женщин.

## Инфраструктура
По данным 2010 года, посёлок городского типа Мартюш по численности населения является самым крупным посёлком Каменского района, имеет незначительную протяжённость (около двух километров), компактную структуру. Площадь посёлка составляет 233 гектора. Размер территории посёлка — 390 гектаров.
Через Мартюш проходит крупная автомагистраль Каменск-Уральский (Красногорский район) — объездная автодорога — Екатеринбург.
Общие сведения

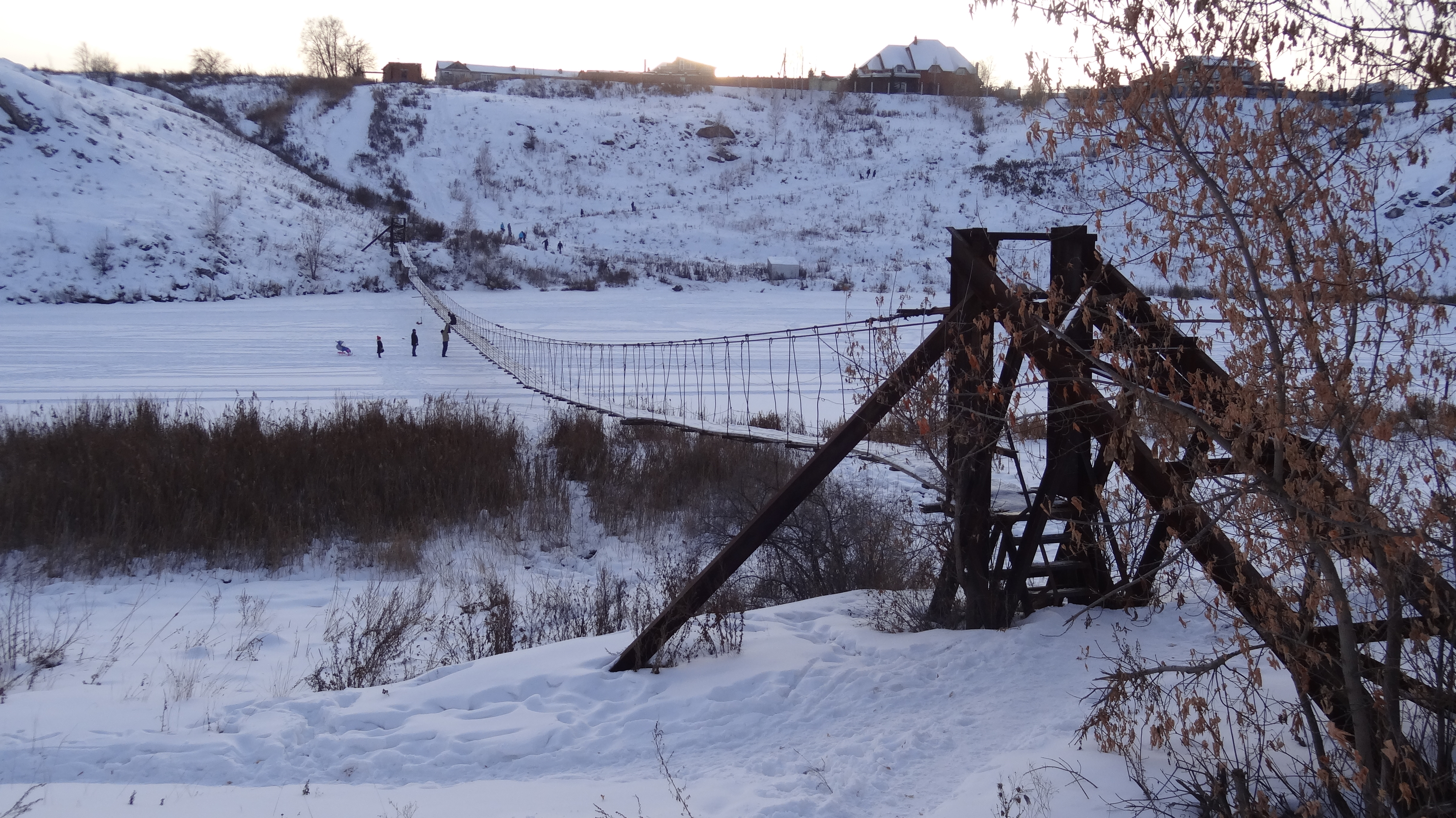
Перешеходный мост между Мартюшом и Каменском-Уральским

Посёлок Мартюш имеет развитую инфраструктуру: в посёлке работают участковая больница с поликлиникой и станцией скорой помощи, пожарная часть и опорный пункт полиции, отделения «Почты России» и Сбербанка.
Культура, образование, спорт
В посёлке есть православный храм Новомучеников и исповедников Церкви Русской, дом культуры (досуговый центр), Музей истории сельской культуры и библиотека; работают средняя школа, вечерняя школа, центр дополнительного образования, школа искусств, Каменская спортивная школа (ДЮСШ), два детских сада, детский дом, небольшой ФОК и стадион.

## Транспорт
По Рыбниковскому тракту от Каменска-Уральского до посёлка ежедневно ходят 203-й и 210-й городские автобусы.

## Список улиц
| Список улиц | Список улиц | Список улиц        |
| #           | Тип         | Название           |
| ----------- | ----------- | ------------------ |
| 1           | улица       | Академика Лихачёва |
| 2           | улица       | Бажова             |
| 3           | улица       | Виктора Дубынина   |
| 4           | улица       | Восточная          |
| 5           | улица       | Гагарина           |
| 6           | улица       | Земляничная        |
| 7           | улица       | Калинина           |
| 8           | улица       | Кирова             |
| 9           | улица       | Кленовая           |
| 10          | улица       | Ленина             |
| 11          | улица       | Молодёжная         |
| 12          | улица       | Новая              |
| 13          | улица       | Пионерская         |
| 14          | улица       | Победы             |
| 15          | улица       | Полевая            |
| 16          | улица       | Пушкина            |
| 17          | улица       | Речная             |
| 18          | улица       | Садовая            |
| 19          | улица       | Сиреневая          |
| 20          | улица       | Советская          |
| 21          | улица       | Совхозная          |
| 22          | улица       | Строителей         |
| 23          | улица       | Титова             |
| 24          | улица       | Цветочная          |
| 25          | улица       | Чапаева            |
| 26          | улица       | Школьная           |
| 27          | улица       | Южная              |
| 28          | улица       | Ясная              |

## Промышленность
- ООО «Ресурс»
- ООО «Бродовское»
- ООО «Декабрист-К»
- ООО «РЕМСТРОЙ-М»
- ООО «Теплотекс»
- ООО «Афродита»
- ООО «Боевое Братство»
- ООО «Урал-Изолюкс-Строй»
- ООО «УЗХК»
- ООО «Ремстрой»
- ООО «ТВС-сервис»
- ООО «Сервис»
- ООО «Каменск-Дорстрой»
- ООО «СК Промжилстрой»
- КХ Логинова И. П.
- КХ Комарова Н. А.
- ПОБ садоводов «Заря-2»